# Simile
Simile (afgekort sim.; uit het Italiaans, meervoud simili) betekent in de muzieknotatie 'zo doorgaan op dezelfde manier' en is een aanwijzing dat een toonfiguur, of een bepaalde speelwijze, herhaald of voortgezet moet worden. Het is een manier om het notenbeeld rustiger te maken en daarmee gemakkelijker te lezen.
De componist noteert bijvoorbeeld alle noten in de eerste maat met non-legato of staccato en kan dat voor de volgende maten vervangen door 'simile'.
'Simile' behoort tot de afkortingen oftewel 'abbreviaturen' in de muziek.

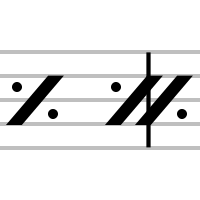
Simili-tekens, links: herhaal vorige maat, rechts herhaal vorige twee maten

Naast de geschreven aanwijzing "simile" bestaat er het herhalingsteken "simile" waarmee wordt aangegeven dat één of twee voorgaande maten dienen te worden herhaald.  